# Mohammed el-Omar
Mohammed Jakub el-Omar (arabiska: محمد يعقوب العمر) är en syrisk politiker. Han är sedan 10 december 2024 folkupplysnings- och kulturminister i Syriens övergångsregering under premiärminister Mohammed al-Bashir.

## Biografi
Mohammed el-Omar föddes i byn Khan al-Sabil i Idlib-provins i Syrien. El-Omar har tagit examen i statsvetenskap och bedriver studier i journalistik och media.
Från 2012 till 2019 arbetade el-Omar som journalist och rapporterad om striderna i norra Syrien.
År 2024, efter al-Assad-regimens störtande utsågs el-Omar till folkupplysnings- och kulturminister i syriska övergångsregeringen fram till mars 2025, under premiärminister Mohammed al-Bashir.